# Parnassius eversmanni
Parnassius eversmanni là một loài bướm ngày sinh sống ở vùng núi cao được tìm thấy ở đông Nga, Mông Cổ, Nhật Bản và Alaska. Loài này thuộc chi Parnassius, họ Papilionidae
Ấu trùng ăn Corydalis (C. gigantea, C. pauciflora, C. arctica, C. paeoniiholia, C. gorodkovi, C. pauciflora)

## Hình ảnh

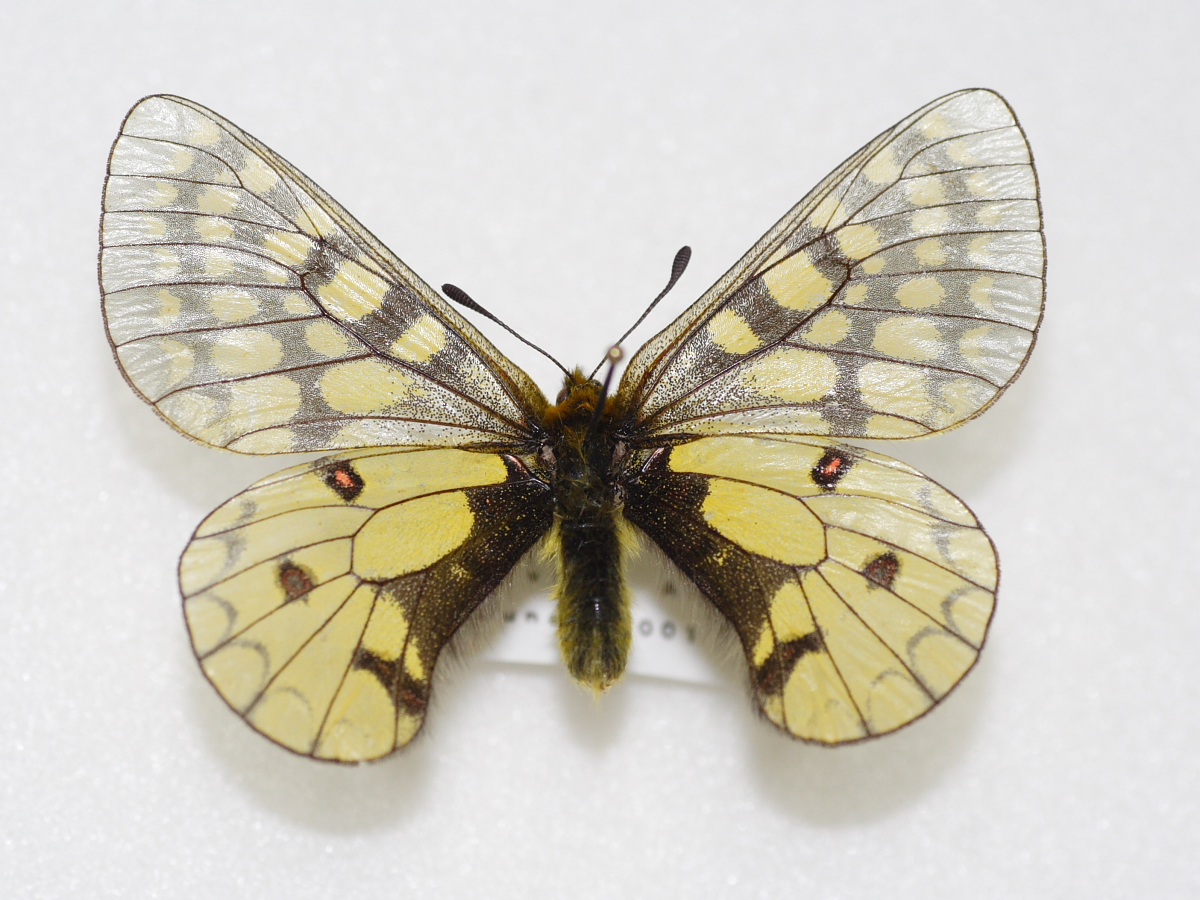
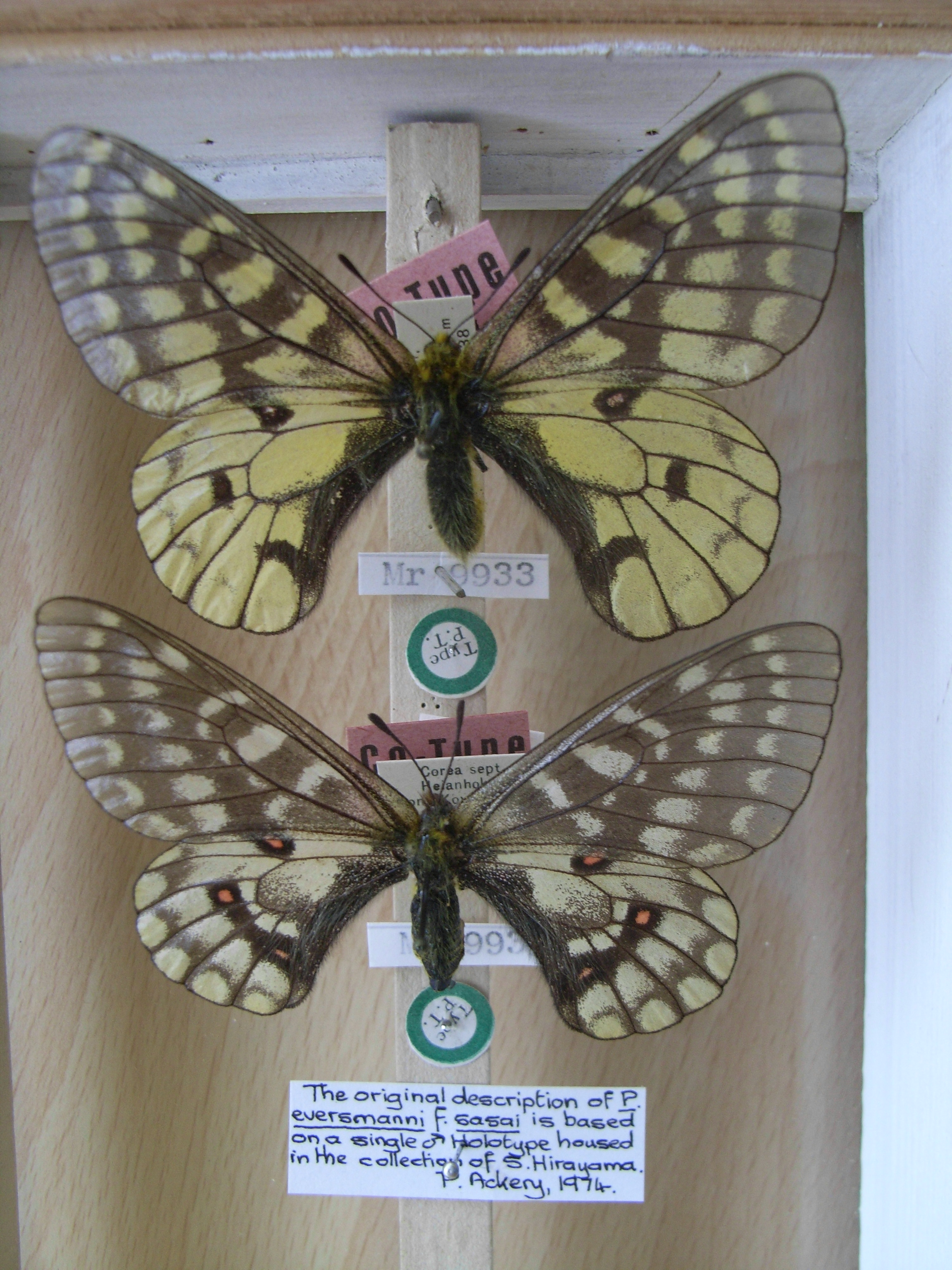
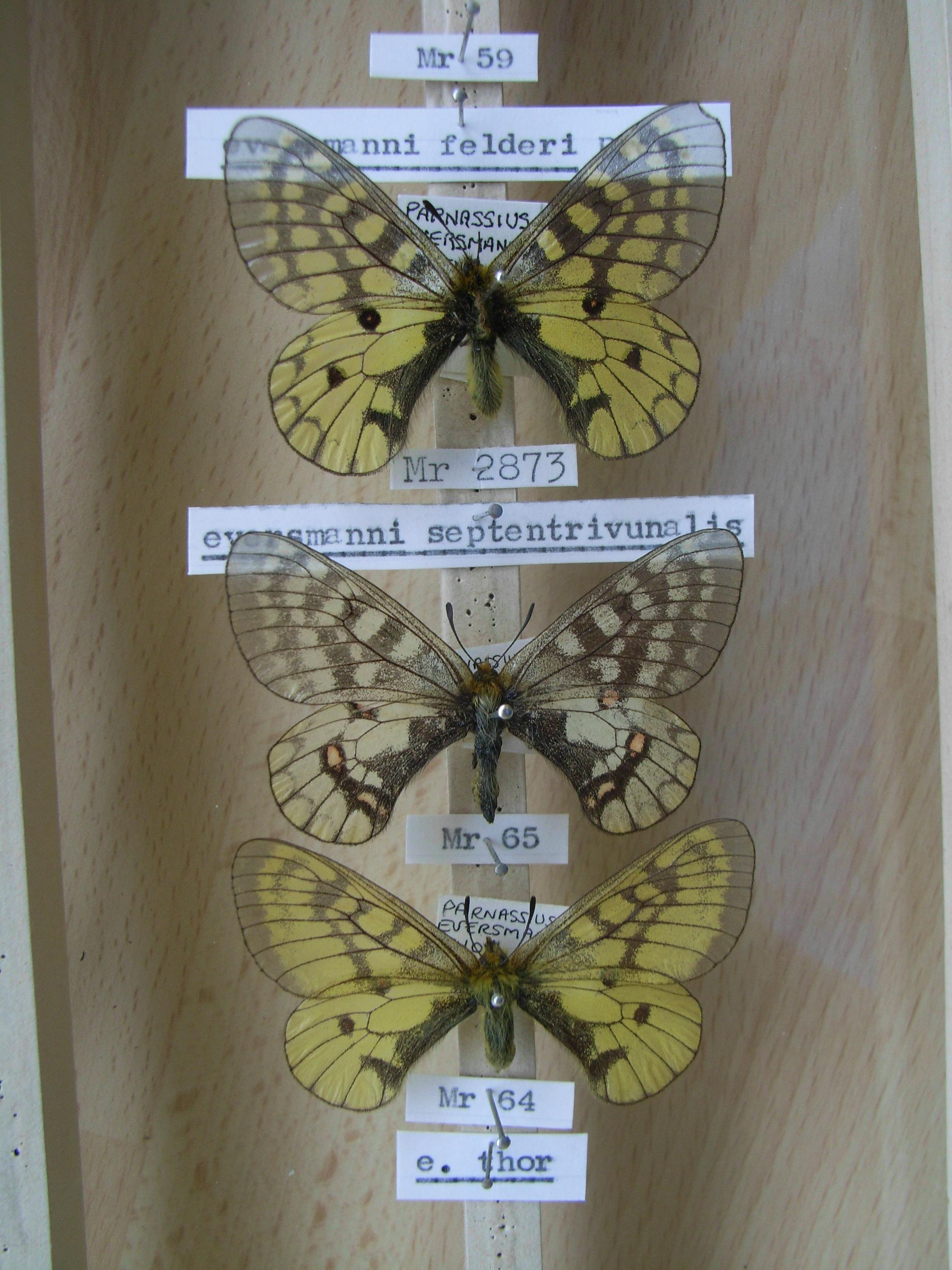